# ÖBB 1142 sorozat
Az ÖBB 1142 sorozat az ÖBB egyik Bo'Bo' tengelyelrendezésű villamosmozdony-sorozata. 1995 és 1996 között gyártott belőle összesen 62 db-ot a Simmering-Graz-Pauker.
Az ÖBB 1142 sorozatú villamos mozdonya az 1042.5 sorozat (1042.531-től 1042.707-ig, 177 leszállított példány) ingavonati szolgálatra való átalakításával jött létre. Az 1042.5 különösen alkalmasnak bizonyult az ÖBB-nél viszonylag későn megjelenő ingavonati szolgálatra, mivel ezek a mozdonyok, amelyek közül néhányat még az 1970-es évek végéig építettek, még viszonylag fiatalok voltak, és az esedékes fővizsgálatok során történő átalakítás gazdaságilag indokolt volt.

## Technológia és átállás az 1142-re
Az ÖBB 1142 548 pályaszámú mozdony volt az új sorozat első mozdonya, amely 1996 áprilisában hagyta el a linzi főműhelyt. A mechanikus rész változatlan maradt, ezért hasonlít az 1042.5 sorozatra, külső különbségek csak a karosszérián találhatók. Az 1142-re történő átalakítást kezdetben csak egy esedékes főjavítás részeként végezték el. Ennek során nemcsak az ingavonati üzemhez szükséges alkatrészek kerültek beépítésre, hanem a mozdony karosszériáján néhány optikai változtatást is végeztek. Például a fényszórókat újakra és kisebbekre cserélték, és a váltókarokat is áthelyezték. Később a harmadik hátsó lámpa konzolját már nem egy lemezzel zárták le, hanem teljesen eltávolították. Ezenkívül egy időre a főjavításra behívott mozdonyok vezetőfülkéjéből eltávolították a jobb oldali bejárati ajtókat, és a helyére csak egy fémlemez került. Az így átépített mozdonyokat az új Valousek-dizájnra festették.
Csak később, egy részleges felújítás során került sor az 1142-es átalakításra is. Itt a mozdonyokon vizuálisan semmi sem változott, kivéve a harmadik hátsó lámpa eltávolítását és az immár üres konzolok lezárását. Ez eredményezte a sorozat vérnarancs színű mozdonyait, amelyek még mindig az eredeti, nagyméretű fényszórókkal rendelkeznek.
Az elektromos rész változatlan maradt. Az ingavonati és a többmozdonyos vezérlés távvezérlő doboza a 2. vezetőfülkében található. A vezérlőkocsi és a mozdony közötti adatcsere a WTB vonatbuszrendszeren keresztül történik egy 18 pólusú UIC vonalon keresztül.
Az 1042.5 1142-re történő átalakítását az ÖBB linzi TS gyárában végezték.
2001. május végén az 1142 676-os mozdony az 531-707-es számsorozat utolsó mozdonyaként készült el, és adták át a forgalomnak. Az 532-es, 599-es és 652-es mozdonyokat baleset miatt már kivonták a forgalomból, így a pályaszámok sora hiányos. Csak egy évvel később rendelték be a további mozdonyokat, mivel ekkor már az új ÖBB 1116 sorozatot nagy számban szállították le az ÖBB részére.
2005 körül a 665-707-es számcsoportba tartozó mozdonyok többsége, amelyek nem kaptak főjavítást, és az 1142 691-es kivételével még az eredeti vérnarancs színű kivitelben álltak szolgálatban, részleges javítást kaptak, új festéssel, Valousek kivitelben. A nagy fényszórókat azonban megtartották. Néhány mozdonyt azonban nem festettek át, és a selejtezésükig vérnarancs színben futottak, esetenként 3 díszítő vonallal. 2010 után ezek közé tartozik a 679, 682, 685 és 703. Az összes 1142.5xx és 623, amely megtartotta a nagy fényszórókat, szintén vérnarancs színű maradt.

## Képek

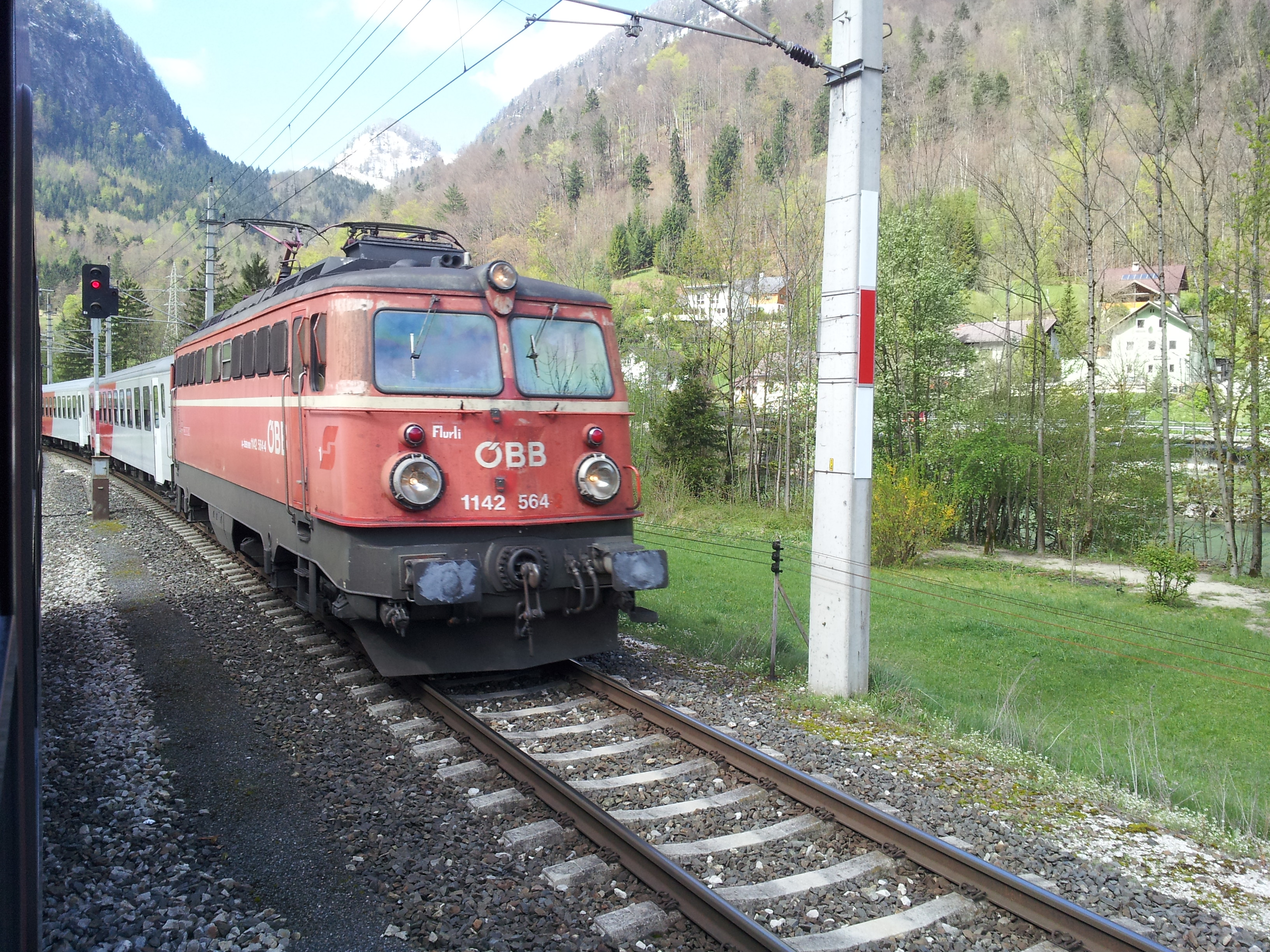
ÖBB 1142 még nagy fényszórókkal
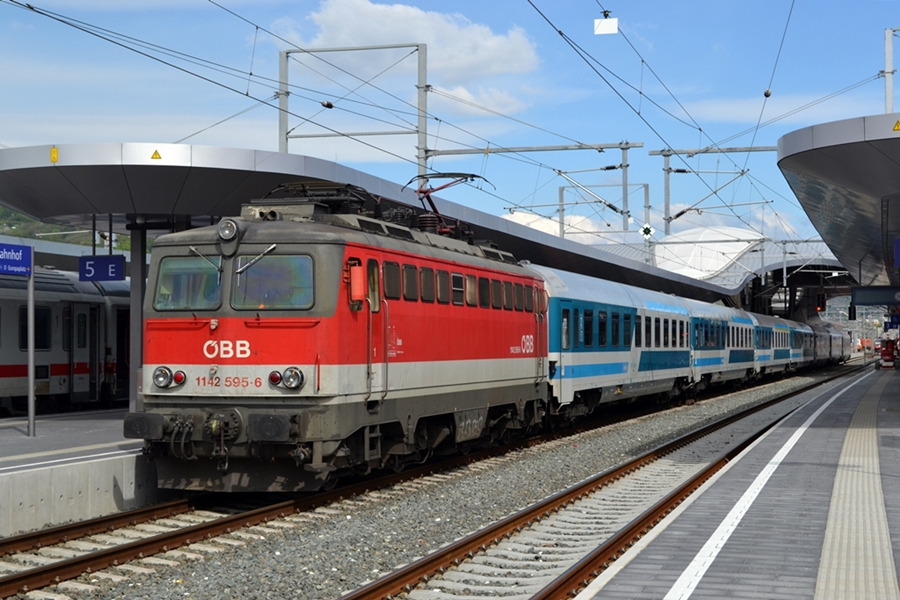
Egy ÖBB 1142 Grazban
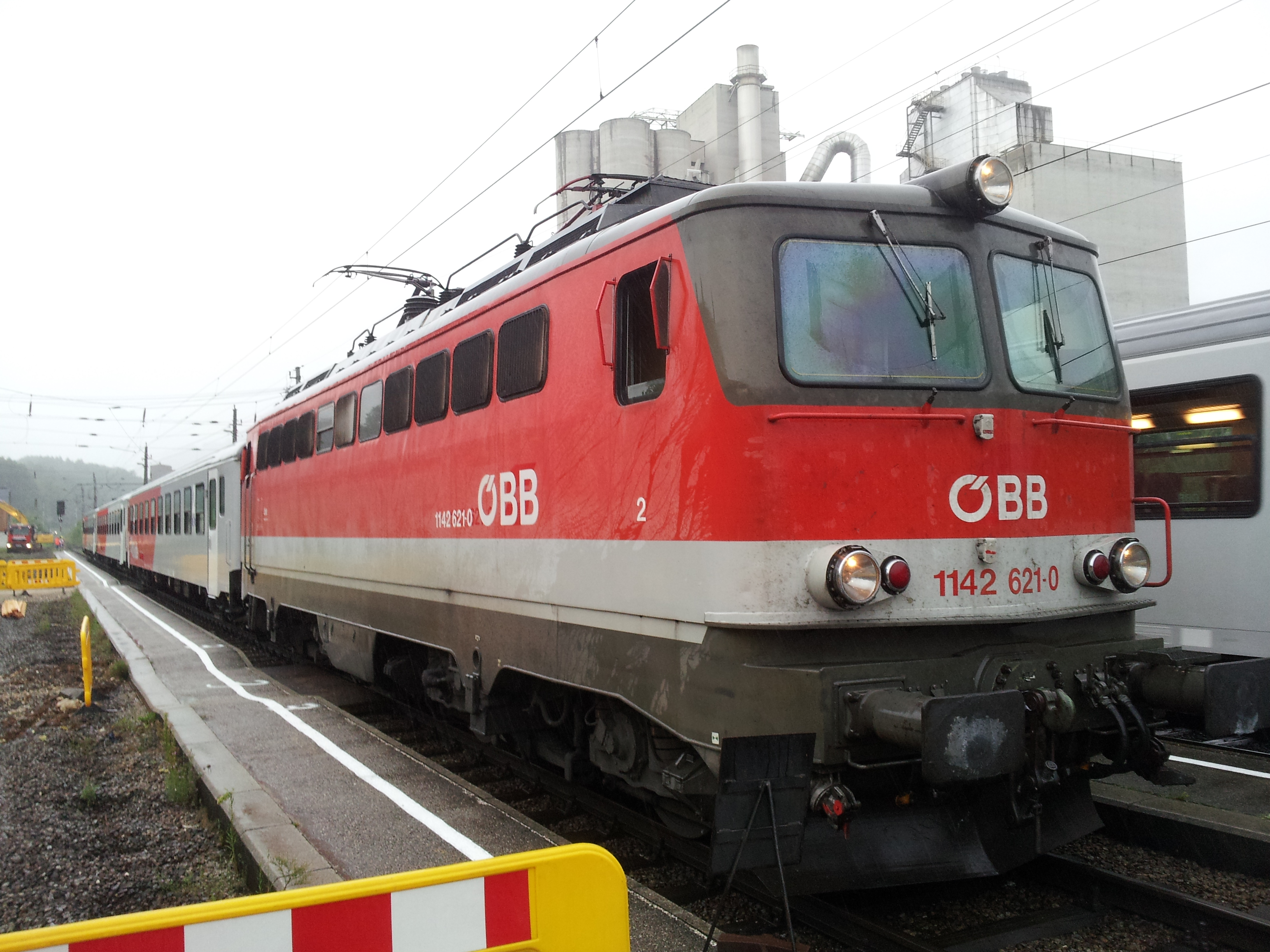
Eltávolított jobb oldali ajtóval
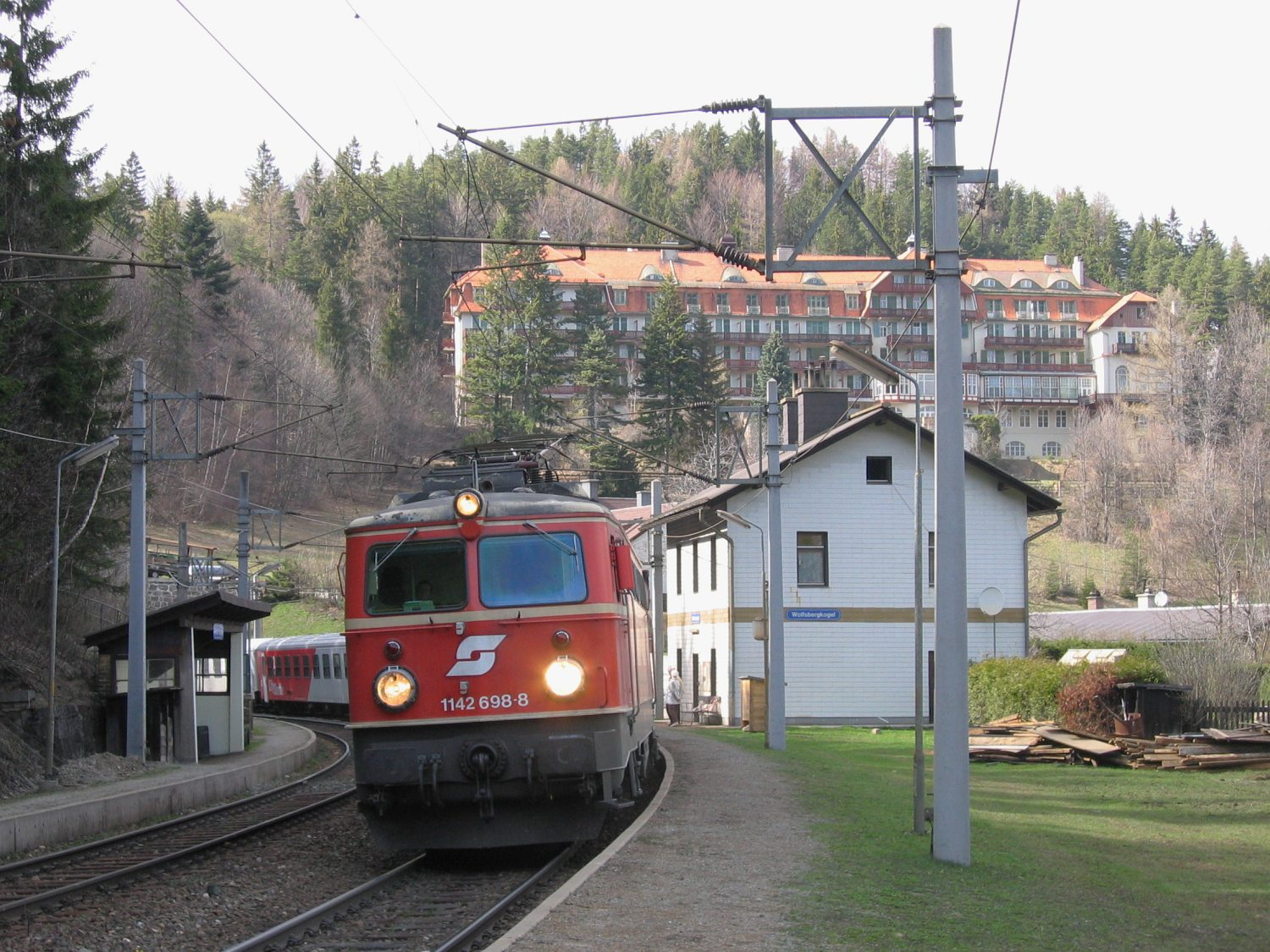
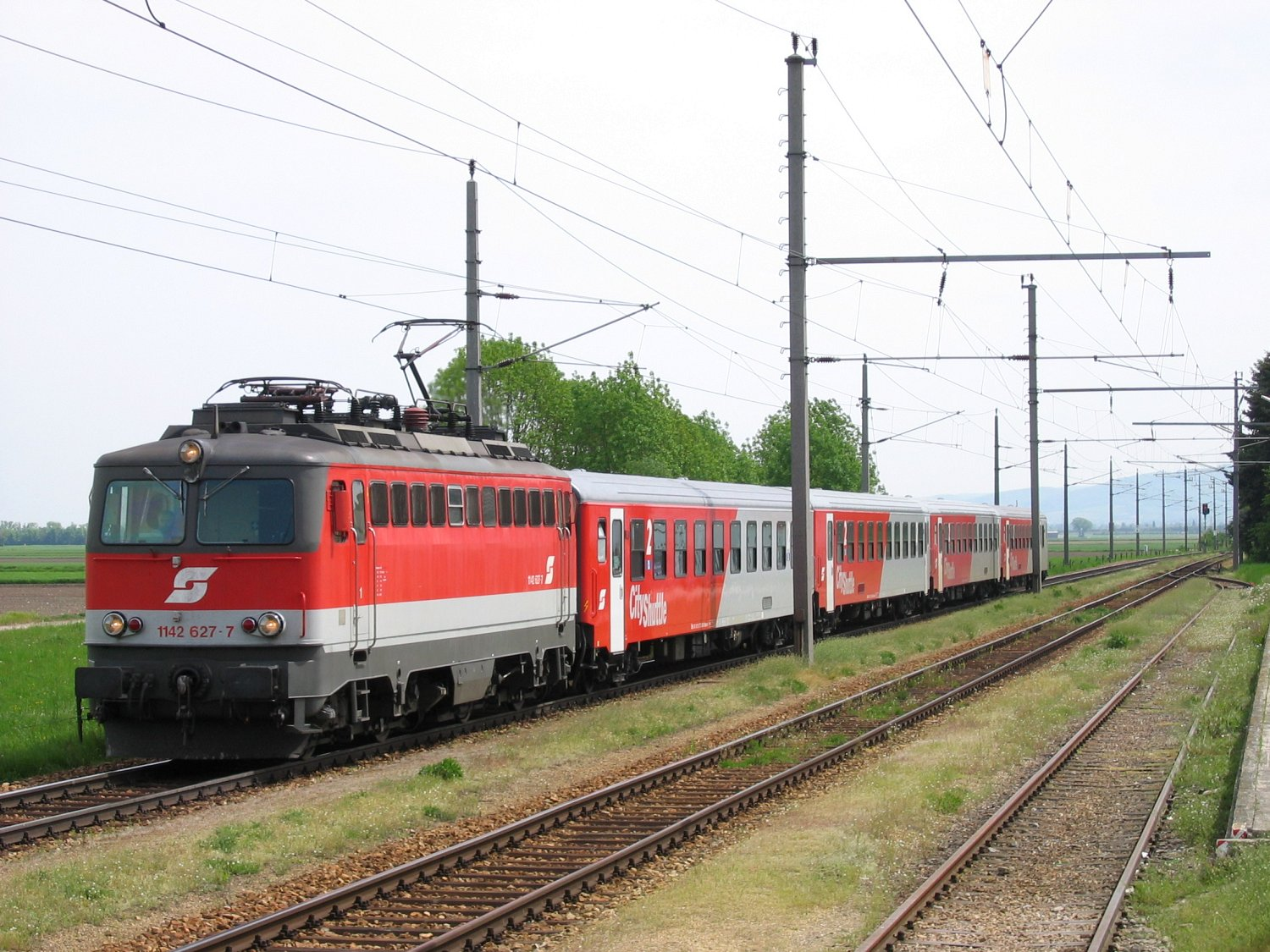
Egy ingavonattal